# Ангелы Z: Магия кристалла
Ангелы Z: Магия кристалла — южнокорейский мультсериал, снятый в 2006 и 2007 годах для канала SBS.
Сериал сосредотачивается на Чейни, Джини и Хэми, трёх девушках, которые в попытке стать сильнее приобретают волшебные пояса, способные превратить их в героинь, которые спасут воображаемую нацию Z, в которой происходит действие сериала. В России он транслировался на «Теленяня» с 10 ноября 2008 г. по 10 августа 2009 г., а затем на «Gulli» с 1 апреля 2009 г. по 31 марта 2010 г., и позже «KidsCo» с 1 сентября 2010 г. и 1 июня 2011 г.
В 2007 году он был признан лучшей анимационной программой на Asian Television Awards.

## Сюжет
Три подружки — Чейни, Джини и Хеми учатся в школе и даже не подозревают, что вскоре их жизнь изменится совершенно чудесным образом. В библиотеке дедушки Джини (волшебника и астронома) они находят книгу, которая открывает им доступ к самой мощной силе во вселенной. Теперь они суперотряд под названием Ангелы Z и должны помочь народу планеты Z, который сражается с захватчиками. Ведь планета Z — отражение Земли в параллельной вселенной, и с гибелью Z, погибнет и Земля.

## Символы

### Главные герои
Ангелы Z
- Чейни (Карпович, Мирослава Олеговна) — обладает силой мужества, очень активен и хорош (как Джини и Хэми) во всех видах спорта. Её силой красный собраны в два хвостика чуть выше ушей. Чтобы осуществить трансформацию, ему нужно лишь крикнуть: «Сила храбрости!» Его символ — звезда.

Цвета темы — красный и жёлтый.
- Джини (Александрова, Юлия Игоревна) — есть силой надежды, она прилежна и зрелая. Носите очки до и после трансформации. У неё вьющиеся зелёный волосы, завязанные через голову. Чтобы трансформироваться, он должен кричать: «Сила надежды!» Его символ — бабочка.

Цвета темы — зелёный и жёлтый.
- Хэми (Кутепова, Полина Павловна) — обладает силой любви, она очень милая и нежная маленькая девочка. У неё короткие волосы цвета маджента с бантом на голове. Чтобы выполнить преобразование, он должен сказать вслух «Сила любви!». Его символ — сердце.

Его тематические цвета — розовый и синий.
DDG Три
- Джину (Антон Виноградов) — высокомерный мальчик из хорошей семьи, у него коричневый с чёлкой, закрывающей глаза, он лидер группы.
- Тэ-о (Владимир Постников) — правая рука Джину, у него чёрный-жёлтый волосы, собранные в хвост.
- Мин (Вадим Бочанов) — тоже из богатой семьи, временами он не знает, чем занимаются двое его товарищей, он блондин и не умеет ездить на велосипеде.